# بيل فاوست
بيل فاوست (بالإنجليزية: Bill Fawcett)‏ هو لاعب كرة قدم أسترالية أسترالي، ولد في 15 مايو 1890 في Albert Park, Victoria ‏ في أستراليا، وتوفي في 4 مارس 1970 في Canterbury, Victoria ‏ في أستراليا.

## وصلات خارجية
- بيل فاوست على موقع AustralianFootball.com (الإنجليزية)
- بيل فاوست على موقع AFLtables.com (الإنجليزية)